# Scybalocanthon papaxibe
Scybalocanthon papaxibe – rodzaj chrząszczy z rodziny poświętnikowatych i podrodziny Scarabaeinae. 

## Taksonomia
Gatunek ten opisany został po raz pierwszy w 2019 roku przez Fernanda A.B. Silvę i Marcely’ego Valoisa na łamach „Zootaxa”. Jako lokalizację typową wskazano Fazendę Marajoara w Pau d’Arco w brazylijskim stanie Pará. Epitet gatunkowy pochodzi od papaxibé, terminu oznaczającego „zjadacz kleiku z kassawy”, używanego jako określenie na osoby urodzone w stanie.

## Morfologia
Chrząszcz o ciele długości do 7,8 do 9,5 mm, w zarysie owalnym, matowym wskutek mikroziarenkowania. Głowa jest ciemnobrązowa, o nadustku zaopatrzonym w dwa małe, trójkątne, pośrodkowe ząbki na krawędzi przedniej. Żółte lub jasnobrązowe przedplecze ma przednie naroża o kącie 85°, a brzegi boczne regularnie zakrzywione. Barwa pokryw jest ciemnobrązowa. Mają one cienkie, błyszczące, słabo wgłębione, niewyraźnie punktowane rzędy, z których ósmy ma na przedzie wąskie żeberko. Cały spód ciała i odnóża są żółte lub jasnobrązowe. Genitalia samca mają silnie niesymetryczne paramery – prawa ma krawędź grzbietową zakrzywioną dowewnętrznie, krawędź brzuszną prawie prostą z okrągłym wykrojeniem u podstawy, a wierzchołek ukośnie ścięty, lewa natomiast ma krawędź grzbietową zakrzywioną dowewnętrznie w części nasadowej i środkowej oraz zaopatrzoną w spiczasty wyrostek w części wierzchołkowej, a krawędź brzuszną prawie prostą z dwupłatowym, zajmującym ćwierć długości  wykrojeniem u podstawy i zaostrzonym szczytem. W endofallusie występuje okrągły z zaokrągloną rączką skleryt peryferyjny górny prawy, krótki, przecinkowaty skleryt peryferyjny frontolateralny z trzema grupami szczecinek tuż za nim oraz naprzeciwległe i podłużne skleryty osiowy i podosiowy; brak jest sklerytu dodatkowego.

## Ekologia i występowanie
Owad ten zasiedla lasy równikowe prowincji zoogeograficznej Xingu-Tapajós.
Gatunek neotropikalny, endemiczny dla Brazylii, znany ze stanów Pará i Tocantins.